# Baza Armii Polskiej na Wschodzie
Baza Armii Polskiej na Wschodzie (Baza 2 Korpusu Polskiego) – jednostka Polskich Sił Zbrojnych na Zachodzie tworząca wraz z 2 Korpusem Polskim pierwszy rzut Armii Polskiej na Wschodzie.

## Historia bazy

### Dowództwo Bazy i Etapów APW
W ramach reorganizacji Armii Polskiej na Wschodzie w marcu 1943, prowadzono prace studyjne i w ich efekcie pod koniec marca przedstawiono wniosek o rozdzielenie APW na dwie części. Część dowództwa miała się zajmować sprawami oddziałów liniowych, bojowych armii, ich wyszkoleniem, organizacją i zgrywaniem. Druga część dowództwa sprawami administracyjnymi, zaopatrzeniowymi i terytorialnymi. 4 maja 1943 został wydany rozkaz dowódcy APW L.dz.1050/I/Tj./43 o podziale dowództwa Armii Polskiej na Wschodzie na Dowództwo APW i Dowództwo Bazy i Etapów APW. W następnych dniach wydano rozkazy – instrukcje L.dz.1049/I/Tj./43 z dnia 5 maja 1943 i L.dz.1074/I/Tj./43 z dnia 6 maja 1943. W myśl obowiązujących rozkazów Dowództwu Bazy i Etapów APW podlegały:
- 7 Zapasowa Dywizja
- Centrum Wyszkolenia Armii
- Rejony Etapowe
- Ośrodek Zborny Armii.

W zakresie obowiązków i odpowiedzialności Dowódcy Bazy i Etapów APW było: szkolenie uzupełnień, dbanie o bezpieczeństwo i dyscyplinę, zaopatrzenie, stan higieny i lecznictwo. Etat Dowództwa BiE APW to; 179 oficerów, 153 podoficerów, 114 szeregowców, 69 ochotniczek PSK. Faktyczne rozpoczęcie funkcjonowania dowództwa Bazy i Etapów rozpoczęło się 18 maja 1943. Miejscem stacjonowania Dowództwa BiE APW był garnizon Quizil Ribat. Dowódcą został mianowany gen. bryg. Józef Wiatr. Wcześniej postawione zadania uzupełnił podczas swojej wizyty w APW Naczelny Wódz gen. broni Władysław Sikorski w czerwcu 1943 o następne zadania, to jest o wysoki poziom wyszkolenia oddziałów zapasowych i funkcjonowanie CWA oraz o szkolenie kadry potrzebnej do powojennego odbudowania zniszczonego wojną kraju. Po utworzeniu Dowództwa BiE dokonano niezbędnych zmian organizacyjnych w podległych dowództwu bazy jednostkach.   
Na podstawie wytycznych NW gen. broni Władysława Sikorskiego, z końca czerwca 1943 wprowadzono reorganizację w składzie APW. Z dniem 21 lipca 1943 z części bojowej APW niezbędnych służb sformowano i wyodrębniono II Korpus Polski w myśl rozkazu Dowództwa APW L.dz.226/Tj./S.S.(SD)43 z 6 lipca 1943. Następnie zgodnie z tym rozkazem, dokonano również zmian w składzie dowództwa Bazy i Etapów APW oraz podległych jej oddziałów:  
Dowództwo Bazy i Etapów Armii:  
- dowódca
- zastępca dowódcy
- szef sztabu
- kwatermistrz
- oficer do zleceń
- Biuro Motoryzacji
- szef Duszpasterstwa Bazy
- szef 13 Sądu Polowego
- szef Służby Zdrowia
- Główna Inspektorka PWSK
- dowódca Żandarmerii
- szef Służby Zaopatrywania i Transportu
- szef Służby Materiałowej
- szef SWEM
- szef Intendentury
- dowódca Wojsk Łączności
- szef Saperów
- Biuro Pomocy Rodzinom Wojskowym i Jeńcom Wojennym
- oficer informacyjny
- Wydział Wyszkolenia i Referatu Junaków
- Referat Propagandy i Kultury
- Referat Historyczny i Biuro Dokumentów
- Wydział Organizacyjny
- Referat Personalny Oficerów
- Wydział Administracji Rezerw
- komendant Kwatery Głównej.

Doprecyzowano zadania postawione przed Dowództwem Bazy i Etapów APW, którymi były: odpowiedzialność za szkolenie oficerów, podoficerów i szeregowców dla APW i 2 KP, wysyłanie uzupełnień do 2 KP, administrowanie szeregowymi i ochotniczkami PSK w składzie Bazy, prowadzenie całościowej ewidencji dla całej APW. Dodatkowo Dowództwo BiE: odpowiadało za szkolenie oficerów stanu nieczynnego i bezterminowo urlopowanych w zakresie wojskowym i techniczno-administracyjnym, dbanie o bezpieczeństwo, dyscyplinę, zaopatrzenie jednostek wchodzących w skład Bazy.
Podlegały dowództwu Bazy i Etapów APW:
- 7 Zapasowa Dywizja
- Centrum Wyszkolenia Armii
- Ośrodek Zborny Armii
- rejony etapowe
- Komenda Uzupełnień nr 3
- Ośrodek Zapasowy PWSK
- organa wykonawcze służb na obszarze Bazy[4].

2 sierpnia 1943 została potwierdzona obsada tymczasowa kluczowych stanowisk w APW, w tym w Dowództwie Bazy i Etapów APW, na mocy zarządzenia NW L.dz.5004/40/O.V./Tjn./43:
- dowódca gen. bryg. Józef Wiatr
- zastępca dowódcy – gen. bryg. Tadeusz Kossakowski
- szef sztabu – płk dypl. Hugon Zallmann
- dowódca 7 Dywizji Zapasowej – płk Alfred Schmidt
- komendant CWA – płk Wincenty Kurek[5].

W czerwcu, zgodnie z zapowiedziami władz brytyjskich, miała zostać przeprowadzona ewakuacja drogą kołową z Iraku do Palestyny. Wychodząc naprzeciw tym zadaniom dokonano reorganizacji i zmian organizacyjnych jednostek podległych Bazie i wyodrębniono szereg pododdziałów, takich jak: 3 i 5 kompanie transportowe, 316 i 317 kompanie transportowe PWSK, 363 kompania ratownicza, kompania obsługi dywizjonu lotniczego i polskiej stacji meteorologicznej, 285 i 386 etapowe plutony łączności. Część oddziałów i pododdziałów rozwiązano, w tym: dowództwo etapowych oddziałów saperów, 305 kompanię budowlaną, 321 główną składnicę zaopatrzenia, dowództwo oddziałów etapowych oddziałów zaopatrywania i transportu, gołębnik polowy, 319 kompanię transportową PWSK. Zmniejszono etaty i przeorganizowano: 12 etapowy batalion łączności w 12 etapową kompanię łączności, 306 warsztat saperski w 306 pluton parkowy saperów, a 320 kompanię transportową PWSK w zapasową kompanię transportową Ośrodka Zapasowego PWSK. 
W ślad za zapowiedziami wysłano do Palestyny grupy kwaterunkowe, celem ustalenia i przygotowania obozów dla jednostek. W trakcie prowadzonej organizacji została również przeprowadzona zmiana dyslokacji z garnizonu w Quizil Ribat w Iraku do obozów wojskowych w Palestynie. Dyslokacja odbyła się w dwóch rzutach, podróż kołowa trwała około pięciu dób. W myśl wydanych rozkazów z 29 czerwca 1943 pierwszy rzut wyjechał 2 lipca 1943. Obozami docelowymi były: Rehovoth, Al-Mughar, Yibna, Gedera, Bashit, Kefer Bill, Kefer Witkin i Sarafand. Wyjazdami kierowało Dowództwo Rejonu Etapowego Irak, a przyjęciami Dowództwo Rejonu Etapowego Palestyna.
Z uwagi na przygotowania do wysłania 2 Korpusu Polskiego na front w basenie Morza Śródziemnego, w myśl instrukcji Naczelnego Wodza z dnia 19 września 1943 celem dostosowania do etatów brytyjskich dokonano reorganizacji organów dowodzenia APW. W związku z tym z dniem 24 września 1943 rozwiązano Dowództwo Bazy i Etapów APW. Jego kompetencje rozdzielono na dowództwo APW, do jej poszczególnych agend, a funkcje terytorialne do Dowództw Rejonów Etapowych Irak, Palestyna, Egipt oraz Komendę Placu Teheran. Nadwyżkę personalną przekazano do Ośrodka Zapasowego Armii.

### Wysunięta Baza APW/Baza 2 Korpusu Polskiego
Baza 2 Korpusu została utworzona na podstawie wydanych w dniu 25 listopada 1943 przez Naczelnego Wodza, gen. broni Kazimierza Sosnkowskiego Wytycznych organizacyjnych dla Armii Polskiej na Wschodzie, L.dz.800/Org./Tjn./43. Ponadto w rozkazie Dowództwa APW Ldz. 420/Tjn./SD/43 z dnia 27 listopada 1943 uszczegółowiono sposób formowania Bazy Korpusu, formowano ją w oparciu o dowództwo 7 Zapasowej Dywizji i jej oddziały. Sformowana na nowo Baza składała się z:
- Ośrodka Uzupełnień Piechoty (dowództwo 7 Zapasowej Brygady Strzelców)
- Zapasowego batalionu czołgów
- Domu Ozdrowieńców
- Sekcji Informacyjnej i Bezpieczeństwa
- plutonu łączności z sekcją dalekiego zasięgu
- trzech komend placu
- trzech placówek służby ruchu
- Stacji Zbornej z kompanią przejściową
- ekspozytury Komendy Uzupełnień nr 3 z komórką ewidencji szeregowych
- organów Propagandy i Oświaty
- 1 kompanii wartowniczej
- ekspozytury 12 Sądu Polowego
- plutonu żandarmerii.

Baza Korpusu podlega dowódcy 2 KP, przez Kwatermistrza 2 KP. Dowódca Bazy Korpusu został płk Alfred Schmidt. Zadaniem Bazy 2 Korpusu było: organizowanie szkoleń i wysyłanie uzupełnień do 2 KP, dowodzenie jednostkami służb i oddziałów wchodzących w skład lub przydzielonych osobnymi rozkazami w skład Bazy. Prowadzenie poboru i szkolenia poborowych oraz ochotników. Zapewnienie bezpieczeństwa i dyscypliny, zaopatrzenia i opieki nad żołnierzami. Kierowanie komendami lokalnymi, placówkami służby ruchu na obszarze Bazy.  
Po rozmowach Naczelnego Wodza PSZ i Dowódcy APW z wojskowymi władzami brytyjskimi obszaru Śródziemnomorskiego Teatru Działań Wojennych uzgodniono sposób i kolej przerzucenia 2 Korpusu Polskiego na front do Włoch. Dodatkowo omówiono kolejną reorganizację APW wraz z kolejnością wyjazdu jednostek tyłowych. Po stosownych uzgodnieniach i analizie własnych zasobów Dowódca APW wydał rozkaz L.dz.560/Tjn./SD/43 z dnia 4 stycznia 1944, którym powołano Wysuniętą Bazę Armii Polskiej na Wschodzie. Wysunięta Baza APW miała skupiać jednostki I i II rzutu APW, które miały być przesunięte w ślad za 2 KP do Włoch. Dowództwo Wysuniętej Bazy APW sformowano z personelu i etatów Dowództwa APW. W skład WB APW miały wejść jednostki dotychczas wchodzące w skład Bazy Korpusu, w tym: 7 Zapasowa Dywizja, Centrum Wyszkolenia Armii, szpitale oraz pododdziały broni i służb armii. Na dowódcę bazy wyznaczono gen. bryg. Mariana Przewłockiego. Dowódca bazy podlegał bezpośrednio dowódcy 2 Korpusu Polskiego, gen. dyw. Władysławowi Andersowi, który zachował stanowisko dowódcy armii. Dowódca Wysuniętej Bazy APW posiadał bezpośrednio podległy sobie personel w składzie 9 oficerów i 15 szeregowych. W sprawach kwatermistrzowskich i bezpieczeństwa korzystał ze sztabu 7 Zapasowej Dywizji.  
Baza została przewieziona w marcu i kwietniu 1944 na terytorium Włoch, do m. Mottola położonej około 12 km na zachód od portu Taranto oraz San Basilio. 
Naczelny Wódz PSZ rozkazem L.dz. 798/Tjn./Org./44 z dnia 3 lipca 1944 roku punktem II.A.2 dokonał przemianowania i reorganizacji Armii Polskiej na Wschodzie i zarazem uporządkowania dowodzenia i zmian nazw. Mianowicie z datą 7 lipca 1944 nadał nowy status Wysuniętej Bazie Armii, która stała się Bazą 2 Korpusu Polskiego, a dowódca Bazy podlegał bezpośrednio dowódcy 2 Korpusu. 
Baza łączyła w sobie funkcje:
- jednostki zapasowej i szkolnej II Korpusu Polskiego (7 Dywizja Piechoty),
- jednostki szkoleniowej armii (Centrum Wyszkolenia Armii),
- bazy mobilizacyjnej dla nowo formowanych wielkich jednostek, oddziałów i pododdziałów 2 KP,
- bazy szpitalnej armii (szpitale wojenne, dom ozdrowieńców),
- bazy materiałowo-technicznej i przesyłowo-transportowej, której głównym zadaniem było utrzymanie stałego przepływu ludzi (uzupełnień) i materiałów między 2 KP a drugim i trzecim rzutem armii,
- bazy socjalno-wypoczynkowej (ośrodek wypoczynkowy, hotele oficerskie i żołnierskie, kantyny PWSK, kina, teatry, sport),
- okręgu etapowego (komendy placu).

Rola bazy wzrosła po zakończeniu działań wojennych, kiedy trafiły do niej liczne rzesze jeńców wojennych i robotników przymusowych. 
Przez cały okres powojennego pobytu 2 Korpusu Polskiego we Włoszech dowództwo bazy korpusu znajdowało się w Mottoli, a jej poszczególne jednostki rozlokowano na południu Półwyspu Apenińskiego w rejonie Matera-Taranto-Lecce

#### Struktura organizacyjna i obsada personalna bazy
- Dowództwo na dzień 17 I 1944[14]
  - dowódca bazy
    - gen. bryg. Marian Przewłocki (VI 1944 – III 1947)
    - płk sap. Jerzy Sochocki (III – V 1947)

  - inspektor Szpitalnictwa Naczelny Chirurg – gen. bryg. dr Bolesław Szarecki
  - szef Służby Sprawiedliwości – płk aud. Stanisław Rohm
- Sztab
  - szef sztabu – ppłk dypl. Wilhelm Wilk-Leśniak
  - Oddział Służby Sztabu
  - Oddział Wyszkolenia
  - Oddział Informacji
  - Oddział Propagandy i Kultury – rtm. Józef Czapski
- Kwatermistrzostwo
  - kwatermistrz – ppłk int. Stanisław Żelaski
  - dowódca Żandarmerii – ppłk Edward Czuruk (1945-1946)
- Inspektorat Pomocniczej Wojskowej Służby Kobiet
  - inspektorka PWSK – płk Bronisława Wysłouch z Szabatowskich
  - kierowniczka Biura Inspektoratu PWSK – kpt. M. Masztak-Olechowicz
- 7 Dywizja Piechoty
- Centrum Wyszkolenia Armii
- Centrum Wyszkolenia Wojsk Pancernych (od stycznia 1945) komendant ppłk Stanisław Szostak
- Ośrodek Wyszkolenia Pomocniczej Wojskowej Służby Kobiet w Matera (utworzony 24 marca 1945):
  - Szkoła Podchorążych Pomocniczej Wojskowej Służby Kobiet
- 1 Szpital Wojenny
- 2 Szpital Wojenny
- 3 Szpital Wojenny
- Dom Uzdrowieńców
- ekspozytura 12 Sądu Polowego – mjr Władysław Sobotkowski
- czołówka 101 Głównej Poczty Polowej
- 5 kompania wartownicza
- 384 etapowa kompania łączności
- 1 etapowy pluton żandarmerii
- ekspozytura Komendy Uzupełnień nr 3 – mjr Benedykt Matarewicz
- Referat Personalny Oficerski – ppłk Ludwik Dudek
- Referat Administracji Rezerw – mjr Julian Skąpski.

## Jednostki formowane w bazie podległe bezpośrednio dowództwu 7 Dywizji Piechoty
- 3 Brygada Strzelców Karpackich,
- 4 Wołyńska Brygada Piechoty,
- 3 (14) Wielkopolska Brygada Pancerna,
- 16 Pomorska Brygada Piechoty
- Batalion Commando formowany od 15 sierpnia 1944 na bazie 1 samodzielnej kompanii komandosów, a z dniem 6 listopada 1944 przemianowany na 2 batalion komandosów zmotoryzowanych,
- 8 Pomorski pułk artylerii lekkiej
- 12 pułk artylerii ciężkiej,
- 13 pułk artylerii ciężkiej.